# Cyclotornidae
Cyclotornidae este un familie de molii din superfamilia Zygaenoidea, cuprinzând singurul gen Cyclotorna, cu cinci specii. Familia este endemică din Australia; aceasta împreună cu familia înrudită Epipyropidae sunt unice printre lepidoptere datorită faptului că larvele sunt ectoparazite, gazdele în acest caz fiind cicadelide și coccoide. Totuși, larvele de cyclotornide părăsesc gazda și devin prădători în mușuroiul de furnici, aparent folosindu-se de semnale chimice pentru a forța furnicile să transporte larvele până în cuib.

## Specii
- Cyclotorna diplocentra Turner, 1913
- Cyclotorna egena Meyrick, 1912
- Cyclotorna ementita Meyrick, 1921
- Cyclotorna experta Meyrick, 1912
- Cyclotorna monocentra Meyrick, 1907

## Referrințe
- Dodd, F. P. 1912. Some remarkable ant-friend Lepidoptera. Trans. Entomol. Soc. London (1911):577-590.
- CSIRO Galerie Arhivat în 2 octombrie 2006, la Wayback Machine.